# Quận Hardin, Illinois
Quận Hardin là một quận thuộc tiểu bang Illinois, Hoa Kỳ.
Quận này được đặt tên theo. Theo điều tra dân số của Cục điều tra dân số Hoa Kỳ năm 2000, quận có dân số người. Quận lỵ đóng ở.

## Địa lý
Theo Cục điều tra dân số Hoa Kỳ, quận có diện tích km2, trong đó có km2 là diện tích mặt nước.

## Thông tin nhân khẩu
Theo điều tra dân số 2 năm 2000, quận đã có dân số 4.800 người, 1.987 hộ gia đình, và 1.367 gia đình sống trong quận hạt. Mật độ dân số là 27 người trên một dặm Anh vuông (10/km ²). Có 2.494 đơn vị nhà ở với mật độ trung bình là 14 trên một dặm Anh vuông (5/km ²). Cơ cấu chủng tộc của dân cư sinh sống trong quận bao gồm 95,42% người da trắng, 2,75% da đen hay Mỹ gốc Phi, 0,04% người Mỹ bản xứ, 0,50% châu Á, Thái Bình Dương 0,12%, 0,48% từ các chủng tộc khác, và 0,69% từ hai hoặc nhiều chủng tộc. 1,06% dân số là người Hispanic hay Latino thuộc một chủng tộc nào. 26,4% là của Mỹ, 16,6% tiếng Anh, 14,5% và 11,3% người Đức gốc Ailen theo điều tra dân số năm 2000. 98,5% nói tiếng Anh như ngôn ngữ đầu tiên của họ.
Có 1.987 hộ, trong đó 28,40% có trẻ em dưới 18 tuổi sống chung với họ, 57,20% là đôi vợ chồng sống với nhau, 8,80% có một chủ hộ nữ và không có chồng, và 31,20% là không lập gia đình. 28,60% hộ gia đình đã được tạo ra từ các cá nhân và 15,90% có người sống một mình 65 tuổi hoặc lớn hơn. Cỡ hộ trung bình là 2,30 và cỡ gia đình trung bình là 2,81.
Tháp tuổi dân cư sinh sống trong quận với tỷ lệ như sau: 20,40% dưới độ tuổi 18, 7,80% 18-24, 26,20% 25-44, 26,90% từ 45 đến 64, và 18,60% từ 65 tuổi trở lên người. Độ tuổi trung bình là 42 năm. Đối với mỗi 100 nữ có 100,60 nam giới. Đối với mỗi 100 nữ 18 tuổi trở lên, đã có 100,50 nam giới.
Thu nhập trung bình cho một hộ gia đình trong quận đã đạt mức USD 27.693, và thu nhập trung bình cho một gia đình là USD 31.625. Phái nam có thu nhập trung bình USD 32.414 so với 17.091 USD của phái nữ. Thu nhập bình quân đầu người đạt mức 15.984 USD. Có 14,70% gia đình và 18,60% dân số sống dưới mức nghèo khổ, bao gồm 28,60% những người dưới 18 tuổi và 11,10% của những người 65 tuổi hoặc hơn.